# Hans Heinrich Lammers
Hans Heinrich Lammers (Lubliniec, 27 mei 1889 – Düsseldorf, 4 januari 1962) was een prominente nazi-ambtenaar. Hij werd op de Dag van Potsdam door Adolf Hitler benoemd tot chef van de Rijkskanselarij en kreeg op 26 november 1937 een post als rijksminister zonder portefeuille. De laatste jaren verloor hij echter aan invloed.
Lammers werd tijdens het Wilhelmstraßenproces veroordeeld tot twintig jaar gevangenisstraf. Op 31 januari 1951 werd deze straf door Hoge Commissaris John J. McCloy teruggebracht tot tien jaar, maar op 16 december 1951 werd Lammers vrijgelaten. Hij stierf in 1962 te Düsseldorf.

## Carrière
Lammers bekleedde verschillende rangen in zowel het Pruisische leger als Allgemeine-SS. De volgende tabel laat zien dat de bevorderingen niet synchroon liepen.
| Datum             | Pruisische leger          | Allgemeine-SS        |
| ----------------- | ------------------------- | -------------------- |
| 1914              | Kriegsfreiwilliger        | —                    |
| 1906              | Leutnant der Reserve      | —                    |
| 1912              | Oberleutenant der Reserve | —                    |
| Augustus 1916     | Hauptmann der Reserve     | —                    |
| 29 september 1933 | —                         | SS-Oberführer        |
| 20 april 1935     | —                         | SS-Brigadeführer     |
| 30 januari 1938   | —                         | SS-Gruppenführer     |
| 20 april 1940     | —                         | SS-Obergruppenführer |

## Lidmaatschapsnummers
- NSDAP-nr.: 1 010 355 (februari 1932 lid geworden)
- SS-nr.: 118 404 (lid geworden 29 september 1933)

## Decoraties
Selectie:
- IJzeren Kruis 1914, 1e Klasse[5][2] en 2e Klasse[5][2][4]
- Gewondeninsigne 1918 in zilver[2]
- Gouden Ereteken van de NSDAP op 31 januari 1937[2][4][5][6]
- Erekruis voor de Wereldoorlog[4]
- Ehrenwinkel der Alten Kämpfer[5]
- Ereteken voor trouwe dienst, 1e Klasse (40 jaar trouwe dienst) op 6 juli 1939[2]
- Orde van de Heilige Schatten, 1e klasse met breed lint op 29 maart 1941[2]
- Ereteken van het Duitse Rode Kruis, 1e Klasse met Borstster[2]
- Grootkruis in de Orde van de Kroon[2]
- Grootkruis in de Orde van Sint-Mauritius en Sint-Lazarus[2]
- Grootkruis in de Orde van de Italiaanse Kroon[2]